# Belgian International Amateur
Het Belgisch Amateur is een internationaal toernooi voor golfamateurs. Het wordt op de Royal Antwerp Golf Club gespeeld.
België organiseert sinds 2012 een internationaal amateurstoernooi strokeplay. Het toernooi levert punten op voor de wereldranglijst (WAGR). Dit toernooi is een aanvulling op het Belgian International Juniors Tournament.

## Heren
| Jaar                               | Winnaar                            | Score                              | Score                              | WAGR                               | Info                                       |                                    |
| Belgian International Championship | Belgian International Championship | Belgian International Championship | Belgian International Championship | Belgian International Championship | Belgian International Championship         | Belgian International Championship |
| ---------------------------------- | ---------------------------------- | ---------------------------------- | ---------------------------------- | ---------------------------------- | ------------------------------------------ | ---------------------------------- |
| 2012                               | Mathias Eggenberger po             | 281                                | -7                                 | 40                                 | play-off gewonnen van Philip Bootsma, WAGR |                                    |
| Belgian International Amateur      |                                    |                                    |                                    |                                    |                                            |                                    |
| 2013                               | Thomas Detry                       | 266                                | -22                                | 50                                 | WAGR                                       |                                    |

## Dames
| Jaar | Winnares                | Score | Score | WAGR | Info      |
| ---- | ----------------------- | ----- | ----- | ---- | --------- |
| 2012 | Camille Richelle        | 287   | -1    | 45   | WAGR      |
| 2013 | Laura Gonzalez-Escallon | 279   | -9    | 45   | Foto WAGR |